# Specification and Description Language
Lo Specification and Description Language (SDL) è un linguaggio di specifica definito dall'ITU-T e orientato alla descrizione formale del comportamento di sistemi hardware/software per le telecomunicazioni, distribuiti e reattivi. La semantica del linguaggio è basata sul modello formale delle macchine a stati finiti ("Finite State Machine(s)", FSM).
Il linguaggio comprende una notazione grafica (nota come SDL/GR) e una testuale (SDL/PR); le due notazioni sono semanticamente equivalenti e interscambiabili. La seconda è orientata soprattutto all'interscambio e all'archiviazione dei documenti di specifica realizzati in SDL.
La prima versione del linguaggio venne sviluppata nel 1976 (SDL-76). Successive revisioni ebbero luogo nel 1980 (SDL-80), nel 1984 (SDL-84), nel 1988 (SDL-88), nel 1992 (SDL-92) e nel 1999-2000 (SDL-2000). Le ultime versioni del linguaggio (a partire da SDL-92) hanno acquisito elementi del paradigma object-oriented, e per l'ultima versione (SDL-2000) è stata realizzata un'integrazione con il linguaggio di modellazione a oggetti UML nella forma di un profilo UML dedicato a SDL.